# 프리드리히 안톤 빌헬름 미쿠엘

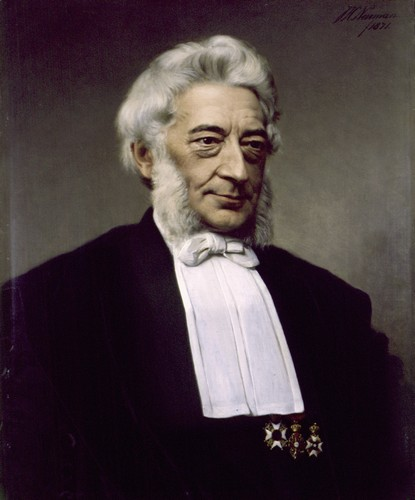
미쿠엘의 초상화

프리드리히 안톤 빌헬름 미쿠엘(Friedrich Anton Wilhelm Miquel, 1811년 10월 24일~1871년 1월 23일)은 네덜란드의 식물학자이다.
로테르담(1835~1846)·암스테르담(1846~1859)·위트레흐트(1859~1871) 식물원 관장을 지냈다. 1862년부터는 레이던에 있는 네덜란드 국립 식물 표본실(Rijksherbarium)을 이끌었다. 미쿠엘은 멀리까지 식물 채집을 위한 여행을 다닌 적이 없으나, 많은 조력자 덕에 오스트레일리아와 독일령 동인도의 식물 표본을 엄청나게 모았다. 그래서, 도금양과, 카수아리나과, 마디풀과, 후추과를 포함하여 그 지역의 여러 중요한 과를 기술했다.
학명 명명자 부분의 ‘Miq.’이 미쿠엘을 가리킨다.